# Massís de Mactar
El massís de Mactar constitueix la part central de les muntanyes del dorsal tunisià. Rep el nom de la ciutat de Maktar, l'antiga Maktaris. Inclou el Dejebel Barbrou (al sud), el Djebel Serj (al centre) amb 1.347 metres (segona màxima altura del país) i el Djebel Bargou i Djebel Fkrine (al nord). En aquesta zona, al sud, s'origina, entre d'altres, l'oued Merguellil.